# Pozzo sacro di Gărlo

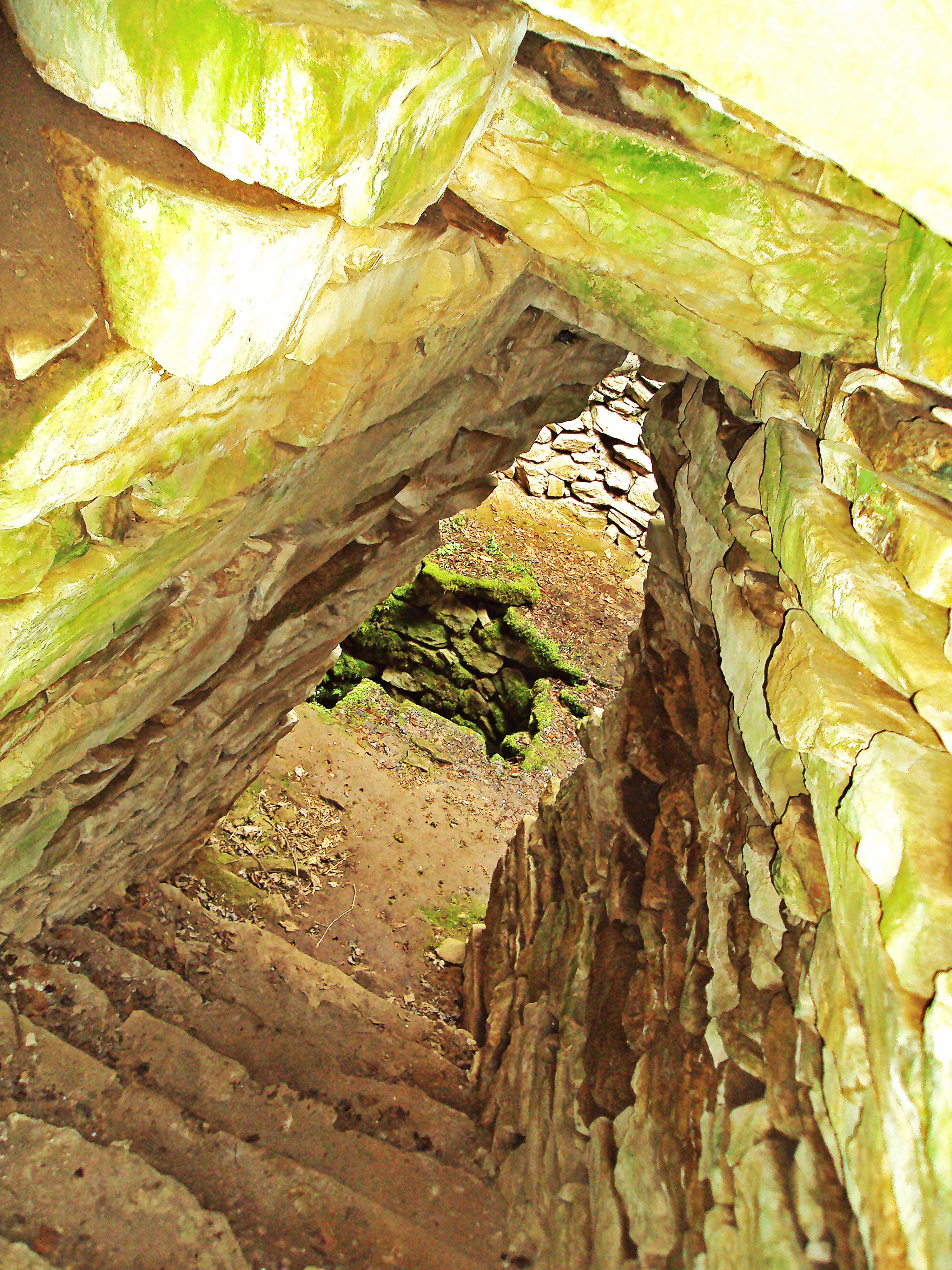
Ingresso

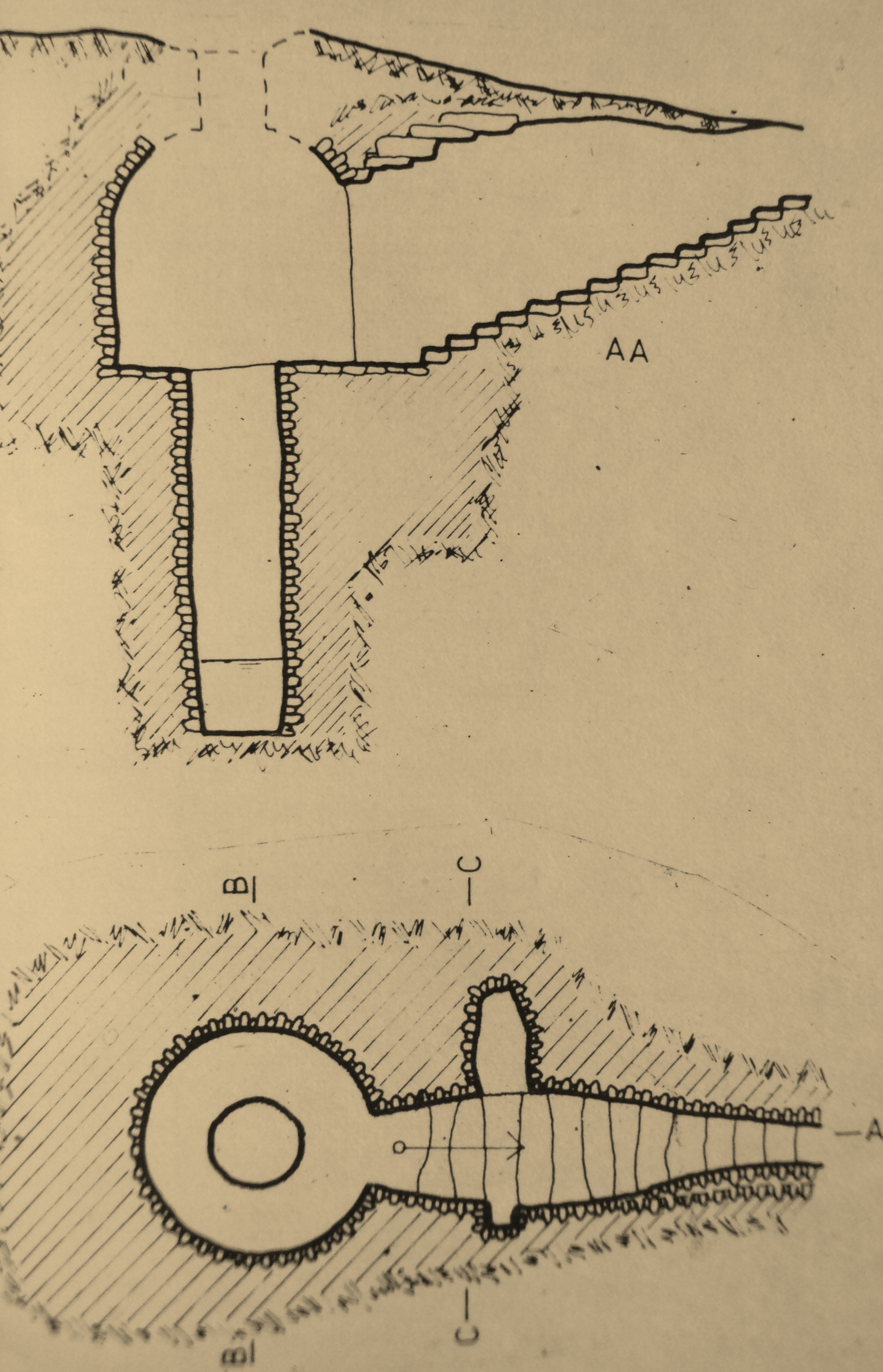
Sezione e pianta del pozzo

Il pozzo sacro di Gărlo è un sito archeologico risalente al II millennio a.C. situato nel villaggio di Gărlo, frazione del comune di Breznik in Bulgaria a circa 30 km dalla capitale Sofia.

## Descrizione
È stato scavato nel 1972 da Dimitrina Mitova-Džonova e dal suo team. Il pozzo sacro è stato costruito in una piccola valle fiancheggiata in epoca preistorica da molte sorgenti. 
L'ingresso alla camera sotterranea si trova sul lato est del complesso. 24 gradini di 1,1 m di larghezza, i prime nove a cielo aperto e i restanti 15 sottoterra, conducono in una stanza rotonda a cupola di 4,2 m. di diametro, sulla sommità della volta vi è un foro circolare. Al centro della camera si trova il pozzo profondo 5 metri.
Questo pozzo, secondo la professoressa bulgara Dimitrina Mitova-Džonova era dedicato al culto delle acque o più precisamente delle risorse idriche del sottoterra. Sempre secondo la Mitova-Dzonova questa struttura presenta forti somiglianze con due pozzi sacri rinvenuti in Sardegna e ascrivibili al periodo nuragico: il pozzo di Cuccuru Nuraxi di Settimo San Pietro e il Pozzo sacro di Funtana Coberta a Ballao. Il sito bulgaro secondo le datazioni proposte dalla studiosa venne edificato fra il XIV e il X secolo a.C. e precederebbe quindi i pozzi sardi, a meno di retrodatare correttamente questi ultimi; tale datazione è stata contestata da Giovanni Ugas dell'Università di Cagliari che afferma:
()